# Agionimo

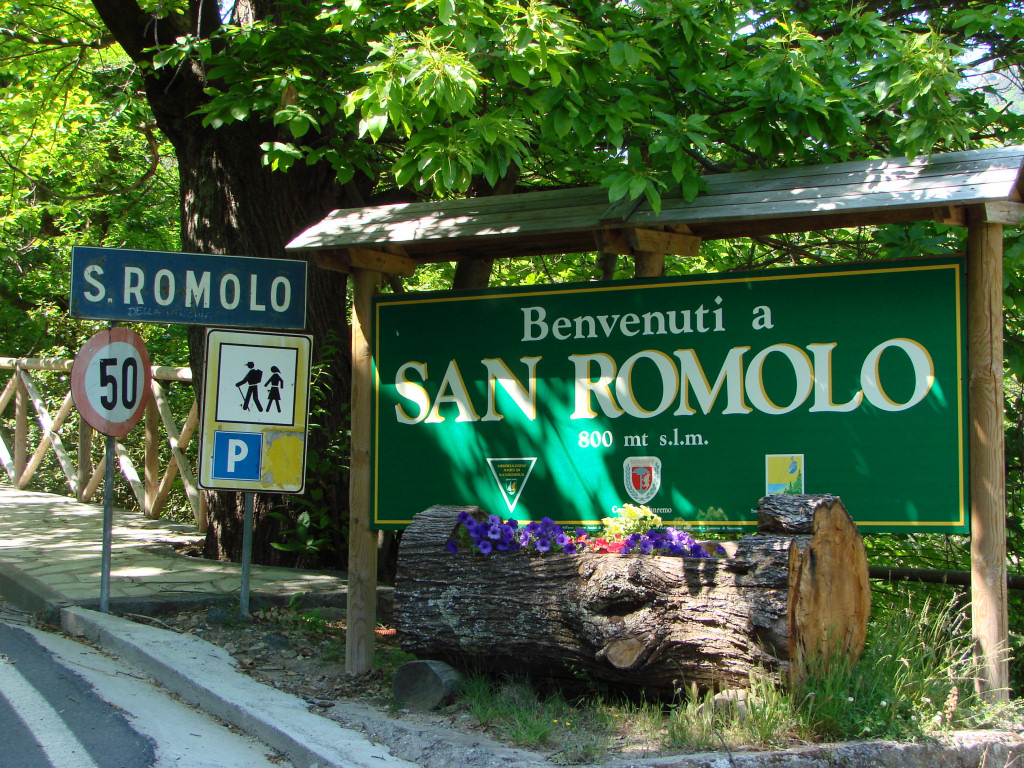
San Romolo è l'agiotoponimo di una frazione di Sanremo in cui sarebbe vissuto il santo patrono della città

Nel Cristianesimo l'agionimo (dal greco ἅγιος, àghios, "santo", e ὄνομα, ònoma, "nome") è la denominazione di un santo o di una santa, generalmente composta dal nome comune "santo"/"santa" (spesso abbreviati in vario modo) e dal nome proprio della persona santificata, talvolta con l'aggiunta del cognome.
Il calendario dei santi può associare uno o più agionimi a un determinato giorno dell'anno (ad esempio, il 26 dicembre è il giorno di Santo Stefano). Anche gli edifici di culto cristiano assumono spesso il nome di un santo o di una santa (ne è un esempio la chiesa di Santo Stefano al Ponte, presso il Ponte Vecchio di Firenze). Non di rado accade che tale agionimo si estenda all'intero quartiere o all'intero centro abitato entro cui sorge l'edificio di culto; in tali casi è più corretto parlare di agiotoponimo (ad esempio, Santo Stefano in Aspromonte), laddove l'eventuale parte aggiuntiva del nome funge esclusivamente da determinante, ossia serve soltanto a distinguere la località da altre anonime. Tuttavia in diverse circostanze un agionimo può fungere esso stesso da determinante a un toponimo già esistente (è, ad esempio, il caso di Porto Santo Stefano). Talvolta può succedere che un agionimo, ma soprattutto un agiotoponimo, subisca nel tempo cospicui mutamenti morfologici: ad esempio dallo stesso Santo Stefano è venuto fuori San Stino, così come San Romolo si è trasformato in Sanremo, mentre da Santa Menna è derivato Santomenna. Infine, taluni nomi propri (soprattutto toponimi) sembrano agionimi o agiotoponimi, ma in realtà non lo sono (o almeno non lo erano in origine); ad esempio Canal San Bovo non è un vero agiotoponimo poiché non trae origine da un agionimo, ma piuttosto da un fitonimo (San Bovo equivale infatti a sambuco).